# Ledella robusta
Ledella robusta is een tweekleppigensoort uit de familie van de Nuculanidae. De wetenschappelijke naam van de soort is voor het eerst geldig gepubliceerd in 1989 door F. R. Bernard.